# Семейство Адамс (филм, 2019)
„Семейство Адамс“ (на английски: The Addams Family) е компютърна анимация от 2019 година на режисьора Конрад Върнън и Грег Тиърнън и е базиран на героите, създадени от Чарлз Адамс. Актьорският озвучаващ състав се състои от Оскар Айзък, Шарлиз Терон, Клоуи Грейс Морец, Фин Улфхард, Ник Крол, Снуп Дог, Бет Мидлър и Алисън Джени.
Филмът беше театрално пуснат от United Artists Releasing в САЩ и Канада и световно по Universal Pictures на 11 октомври 2019 г. Филмът печели смесени отзиви от критиците за разказването и сценария, и спечели 204 милиона долара във бюджет от 24 милиона.
Продължението е планирано да бъде пуснато на 1 октомври 2021 г.

## Актьорски състав
- Оскар Айзък – Гомес Адамс, съпруг на Мортиша и баща на Уенсди и Пъгсли.
- Шарлиз Терон – Мортиша Адамс, съпруга на Гомес и майка на Уенсди и Пъгсли.
- Клоуи Грейс Морец – Уенсди Адамс, дъщеря на Мортиша и Гомес и по-голямата сестра на Пъгсли.
- Фин Улфхард – Пъгсли Адамс, синът на Мортиша и Гомес и малкият брат на Уенсди.
- Ник Крол – Чичо Фестър, по-големият брат на Гомес, девер на Мортиша и чичо на Уенсди и Пъгсли.
- Снуп Дог – Братовчеда Ит, косматият братовчед на Гомес и Фестър.
- Бет Мидлър – Баба Адамс, майка на Гомес и Фестър.
- Алисън Джени – Марго Нийдлър, хитра и алчна телевизионна водеща и домашно гуру.
- Конрад Върнън:
  - Лърч, икономът на Семейство Адамс.
  - Безименен свещеник
  - Доктор Фламбе
- Мартин Шорт – Дядо Фръмп, покойния баща на Мортиша
- Катрин О'Хара – Баба Фръмп, покойната на майка на Мортиша
- Тайтъс Бърджис – Глен, агент на Марго.
- Дженифър Люис – Пралеля Слум, строгата и студена сестра на Баба Адамс.
- Елси Фишър – Паркър Нийдлър, дъщеря на Марго, която се сприятелява с Уенсди.
- Ейми Гарсия – Дениз, оператор на камера, която работи за Марго.
- Скот Ъндърууд – Мич, член на филмовия екип на Марго.
- Майки Медисън – Канди, барман, който работи за „Асимилация“ (Assimilation).
- Челси Фрей – Бетани, популярното момиче, която подхваща Паркър.
- Пом Клементиеф – Лейла и Кайла, близначки, които са приятелки на Паркър.
- Девън Грийн – Госпожа Грейвли, учителка в училището на Паркър.
- Маги Уелър – Труди Пикъринг, жител на „Асимилация“ (Assimilation).
- Харланд Уилямс – Норман Пикъринг, съпруг на Труди.
  - Уилямс също озвучи Джери.

## В България
В България филмът е пуснат на 1 ноември 2019 г. от Форум Филм България в 3D формат.

### Синхронен дублаж
| Роля                  | Изпълнител     |
| --------------------- | -------------- |
| Мортиша Адамс         | Татяна Захова  |
| Гоумез Адамс          | Георги Стоянов |
| Уейнсдей Адамс        | Ивет Лазарова  |
| Пъгзли Адамс Свещеник | Живко Джуранов |
| Фестър Адамс          | Петър Бонев    |
| Баба Адамс            | Албена Михова  |
| Марго Нийдлър         | Светлана Бонин |
| Паркър Нийдлър        | Мина Костова   |
| Дядо Фръмп            | Чавдар Монов   |
| Глен                  | Камен Асенов   |
| Денис                 | Татяна Етимова |
| Други гласове         | Йоана Микова   |

| Обработка | Андарта Студио |
| --------- | -------------- |